# Stor soldaterara
Stor soldaterara (Ara ambiguus) er en art i slægten Ara. Fuglen lever i Mellemamerika og det nordvestlige Sydamerika, men er ifølge IUCN kritisk truet. Der findes to forskellige underarter, A. a. ambiguus  og A. a. guayaquilensis, der lever isoleret fra hinanden. Den store soldaterara's grundfarve er olivengrøn, dens pande er  rød. Den Store Soldaterara's iris er lysegul hos voksne mens den er grå hos ungerne. Deres næb er sort. Den har smalle rækker af små sorte fjer. Over øjet sidder der striber af små røde fjer. Deres nedre ryg og deres svingfjer er blå. Dens hale er rød som toner over i blå mod spidsen og gul på underside. Dens ben er mørkegrå og dens ringstørrelse er mørkegrå